# Fabien Libiszewski
Fabien Libiszewski (ur. 5 stycznia 1984 w Saint-Étienne) – francuski szachista, arcymistrz od 2009 roku.

## Kariera szachowa
Wielokrotnie uczestniczył w finałach mistrzostw Francji juniorów w różnych kategoriach wiekowych, w 2001 r. w Amiens zdobywając tytuł mistrza kraju w kategorii do 18 lat. W tym samym roku reprezentował Francję na mistrzostwach świata juniorów w tej samej grupie wiekowej. W 2003 r. podzielił I m. (wspólnie ze Slimem Belkhodją) na turnieju NAO–IM w Paryżu, zajął II m. (za Nenadem Sulavą) w Monte Carlo, natomiast w otwartym turnieju w Cannes wypełnił pierwszą normę na tytuł arcymistrza. W Cannes odnosił sukcesy również w kolejnych latach, w 2005 r. zajął III m. (za Jean-Pierre'em Le Roux i Nikola Sedlakiem), a w 2006 r. podzielił I m. (wspólnie z Robertem Zelciciem, Mladenem Palacem i Micheilem Kekelidze), zdobywając druga normę arcymistrzowską. W 2006 r. podzielił II m. (za Danielem Fridmanem, wspólnie z m.in. Wadimem Małachatko i Josephem Gallagherem) w Lozannie, w 2007 r. zwyciężył w Montcada i Reixac (wspólnie z Logmanem Guliewem, Aleksiejem Barsowem i Yurim Gonzalezem Vidalem) i Marsylii (wspólnie z François Fargerem, Érikiem Prié i Dimitarem Marcholewem), natomiast w 2008 r. podzielił I m. (wspólnie z Aleksandrem Karpaczewem i Jeanem-Markiem Degraeve'em) w Saint-Affrique, a podczas drużynowych mistrzostw Francji zdobył trzecią arcymistrzowską normę. Pod koniec 2008 i na początku 2009 r. zwyciężył w dwóch kołowych turniejach w Hyères, w obu uzyskując 100% rezultaty (7 pkt w 7 partiach). Dzięki tym wynikom jego ranking przekroczył poziom 2500 punktów rankingowych, dzięki czemu Międzynarodowa Federacja Szachowa mogła przyznać mu tytuł arcymistrza.
Najwyższy ranking w dotychczasowej karierze osiągnął 1 grudnia 2016 r., z wynikiem 2547.